# Rosslyn (Südafrika)
Rosslyn ist ein Stadtteil der Metropolgemeinde Tshwane in der südafrikanischen Provinz Gauteng. Er liegt rund 15 Kilometer nordwestlich von Pretoria.

## Geographie
Offiziell werden zwei sub-places geführt: der Stadtteil Rosslyn mit 0,8 km² und 2960 Einwohnern sowie Rosslyn Industrial mit 11,57 km² und 217 Einwohnern. Beide sub-places gehören zum main place Akasia.

## Geschichte
Zur Versorgung Rosslyns mit billigen Arbeitskräften wurden in der Zeit der Apartheid unter anderem die Townships Ga-Rankuwa, Soshanguve und Mabopane für Schwarze errichtet.

## Wirtschaft und Infrastruktur
Bekannt ist Rosslyn durch seine Industriebetriebe wie z. B. BMW South Africa, das als erstes BMW-Werk außerhalb Europas 1970 durch Übernahme eines vorhandenen Werkes entstand. Außerdem gibt es das Werk von Nissan South Africa.
Rosslyn liegt westlich der Fernstraße R80. Die Straße R566 führt in Ost-West-Richtung direkt am Ort vorbei. Rosslyn wird durch einen Halt der Bahnlinie Pretoria–de Wildt der Metrorail Gauteng bedient. Zahlreiche Gleisanschlüsse führen in das Industriegebiet.